# Ehrentrudis Dietzen
Ehrentrudis Dietzen SSpS (* 11. September 1884 in Tarforst; † 24. Februar 1944 in Hollandia) war eine deutsche Steyler Missionsschwester, Regionaloberin und Märtyrin.

## Leben
Katharina Dietzen trat bei den Steyler Missionsschwestern ein und nahm den Ordensnamen Ehrentrudis (nach Erentrudis von Salzburg) an. Sie wurde langjährige Oberin der Papua-Neuguinea-Mission mit Sitz in Alexishafen. Nach der Besetzung Neuguineas durch die japanischen Invasionstruppen 1942 wurde sie zusammen mit Bischof Franziskus Wolf und zahlreichen Mitbrüdern und Missionsschwestern in einem Sammellager auf Manam interniert, wo sie an Unterernährung litten und an Malaria erkrankten. Am 5. Februar gingen sie unter Protest auf das japanische Transportschiff Yorishime Maru, das am 6. Februar nachts von der amerikanischen Luftwaffe angegriffen wurde. Es starben 46 Menschen, darunter, nach 18 Leidenstagen, auch Ehrentrudis Dietzen. Eine Gedenkstätte befindet sich in Alexishafen.

## Gedenken
Die Römisch-katholische Kirche in Deutschland hat Schwester Ehrentrudis Dietzen als Märtyrin in das deutsche Martyrologium des 20. Jahrhunderts aufgenommen.